# غردينية غبساء
غردينية غبساء (الاسم العلمي:Gardenia fusca) هي نوع من النباتات يتبع جنس غردينية من الفصيلة الفوية.